# 응우옌푹미엔미에우
응우옌푹미엔미에우(베트남어: Nguyễn Phúc Miên Miêu / 阮福綿𡩈 완복면묘, 1832년 1월 3일 ~ 1865년 5월 25일)는 응우옌 왕조의 황족이다. 민망 황제의 56번째 아들로, 생모는 귀인(貴人) 응우옌티하인(阮氏幸)이다. 원래 이름은 응우옌푹미엔꺼우(베트남어: Nguyễn Phúc Miên Cầu / 阮福綿𡨃 완복면구)였으나 뜨득 황제가 즉위한 뒤에 개명하였다.

## 생애
민망 12년 음력 12월 1일(1832년 1월 3일), 후에 황성에서 태어났다. 어릴 적부터 학문을 좋아하였다.
민망 21년(1840년) 음력 4월, 진정군공(베트남어: Trấn Định Quận Công / 鎮定郡公)으로 봉해졌다. 아래는 민망 황제가 응우옌푹미엔미에우를 진정군공으로 봉하는 책문이다.
維明命貳拾壹年歲次庚子肆月辛酉朔越陸日丙寅，承天興運，皇帝若曰：
朕惟周有庶邦之遺，克壯本支；漢有同姓之封，茂資翰屏。朕遠稽古道，厪念邦圖。式明垂裕之謀，特厚分封之典。咨爾皇五十六子綿家，麟振濟美，爪緒流輝。恭順著於家庭，克迪言行之教；友愛篤于兄弟，彌敦謙遜之風。方懋進修，宜昭各命。尊爵肆今釐定，本至愛以行乎至公；桓圭特準建封，惟乃位心觀夫乃德。是用晉封爾為鎮定郡公。錫之冊印，爾其恪遵禮度，慎守威儀。忠孝一心，益凜操修之寔；始終永譽，長承引翼之光。欽哉。
嗣德拾捌年閏五月初壹日改給— 민망 21년(1840년), 책봉진정군공책문(册封镇定郡公册文)

뜨득 18년 음력 5월 1일(1865년 5월 25일), 사망하니 향년 35세였다. 시호를 돈의(敦懿)라 하였고, 트어티엔부 흐엉투이현 끄찐총(居正總) 즈엉쑤언트엉사(楊春上社)에 장사지냈다. 흐엉짜현 쯔엉숭노이읍(長銃內邑)에 사당을 세우고 제사를 지냈다.

## 자녀
아들 3명과 딸 2명을 두었다. 후예들은 와(瓦) 자부(字部)를 하사받고 그에 따라 이름을 지었다.
- 첫째 응우옌푹홍투옌(阮福洪㼷)[3] - 처음에 기외후(畿外侯)를 습봉하였으나 이후 죄를 지어 작위를 삭탈당하고 모친의 성을 따라 판투옌(潘甎)으로 개명하였다. 타인타이 원년(1889년), 원래의 작위를 회복하였다.
  - 손자 응우옌푹응쩐(阮福膺甄) - 좌국경(佐國卿)을 습봉하였다.

## 참고 문헌
- 《완복족세보(阮福族世譜)》
- 《대남식록》정편(正編) 열전(列傳) 2집(二集) 권7(卷七)